# Ente Autárquico Mundial 1978
El Ente Autárquico Mundial 1978 fue una entidad creada en 1976 por la Junta Militar de Gobierno durante el Proceso de Reorganización Nacional con el fin de organizar la Copa Mundial de Fútbol de 1978. La organización del campeonato tuvo un costo diez veces mayor al de lo previsto inicialmente. El primer presidente del comité fue fusilado, según se sospecha, por su sucesor.
Tras el golpe de Estado en Argentina de 1976 que derrocó a la presidenta María Estela Martínez de Perón, el gobierno militar creó el Ente Autárquico, comandado primero por el general Omar Actis. Tras su asesinato en turbias circunstancias el 19 de agosto de 1976, en un hecho en cuya autoría se sospechaba que podría estar implicada la Armada Argentina, Lacoste lo reemplazó en la ejecutiva, si no en el liderazgo formal, puesto a cargo del general Antonio Merlo. Los preparativos se habían iniciado apenas después del golpe del 76, cuando la Junta de Comandantes aceptó la idea del jefe de la Armada, Emilio Eduardo Massera, de poner en marcha el "Operativo Copa del Mundo de 1978".
La gestión de Carlos Alberto Lacoste estuvo rodeada de secreto, en parte gracias al decreto 1261/77, que permitía que el EAM '78 pudiera atenerse a la reserva en su gestión. De los 517 millones de dólares estadounidenses de la época que el Mundial costó —más del cuádruple del costo declarado por España para la organización de la edición de 1982— se ignora la administración, pues nunca se dispuso de un balance contable del mismo. La organización del campeonato tuvo un costo diez veces mayor previsto al inicio. Las internas de los militares incidieron en esto. El primer presidente del comité fue fusilado, años después el propio Lacoste fue acusado como instigador del crimen. El EAM 78 contrató los servicios de la empresa de seguridad Juncadella y los de la empresa norteamericana Burson-Marsteller y Asociados, especializada en el mejoramiento de la imagen de gobiernos. El 21 de junio de 1978 estalló una bomba en la casa del secretario de Hacienda de Juan Alemann, que días atrás había cargado duramente contra Carlos Lacoste y los despilfarros en la organización mundialista. El Mundial le salió a la Argentina unos 517 millones de dólares, 400 más que los pagados por España en la siguiente edición de 1982 y fue considerado como un "monumento a la corrupción".

## Historia
Por intermedio de la Ley N.º 21 349, sancionada el 2 de julio de 1976 por el presidente (de facto) Jorge Rafael Videla, se declaró de interés nacional a la materialización de la Copa Mundial de Fútbol de 1978, por celebrarse en la Argentina. Por la misma norma, se creó el Ente Autárquico Mundial 1978, con la misión de administrar los preparativos.
A mediados de 1976, Videla designó al general de brigada Omar Carlos Actis en el cargo de presidente del Ente Autárquico Mundial 1978 (Decreto N.º 1210, sancionado el 6 de julio de 1976 y publicado el 14 del mismo mes y año), nombrando al capitán de navío Carlos Alberto Lacoste vicepresidente. Actis murió asesinado el 19 de agosto de 1976; el 25 de agosto del mismo año, el jefe de Estado nombró al general de brigada Antonio Luis Merlo en la titularidad del Ente (Decreto N.º 1819, publicado el 1 de septiembre de 1976).
El 23 de agosto de 1979, Videla sancionó el Decreto N.º 2055, por el cual estableció el fin del Ente Autárquico Mundial y el cese de Merlo y Lacoste en sus funciones para la fecha 29 de agosto de 1979 (Decreto N.º 2055, publicado el 5 de septiembre de 1979).

## Organigrama
- Presidencia: Antonio Luis Merlo
  - Vicepresidencia: Carlos Alberto Lacoste
    - Gerencia de Planeamiento y Control de Gestión: Miguel Luciani
      - Departamento de Sala de Situación: Ricardo Julio Ferrario
      - Departamento de Control de Gestión: Marcelo Carlos Bailat

    - Gerencia de Comercialización: Hugo Alberto Moldero
      - Departamento de Producción: Raúl Armando Villasuso
      - Departamento de Administración: Alfredo Ángel Carrere

    - Gerencia de Asuntos Especiales: Walter César Ragalli
    - Gerencia de Infraestructura: Norman R Azcoitia
      - Departamento de Coordinación: Jorge Luis Guisti
      - Departamento General: Atilio E. Cattan
      - Departamento de Conducción de de Obras: Carlos Saidman
      - Departamento de Certificaciones y Contratos: Omar Guillermo Tossi
      - Departamento Técnico: Carlos A. Rodríguez Tarrio

    - Gerencia de Economía y Finanzas: Raúl Francisco Veiga
      - Departamento de Contrataciones: Ernesto José García
      - Departamento Contable: José H. Bento
      - Departamento de Liquidaciones: Luis Fariña
      - Departamento de Tesorería: Raúl Gerónimo Pascual

    - Gerencia de Prensa, Promoción y Relaciones Públicas: Rodolfo Jorge de Lorenzo 
      - Departamento de Prensa: Pedro Valdés
      - Departamento de Promoción: Manuel Rivero y Hornos
      - Departamento de Relaciones Públicas: Andrés Mila Prats

## Investigación sobre posible enriquecimiento ilícito
El empresario y exsecretario de Hacienda, Juan Alemann, denunció en 1982 que el Vicealmirante Carlos Alberto Lacoste había "dilapidado dinero" y que no había presentado la liquidación final del Ente Autárquico Mundial '78. Aunque estos entredichos entre el militar (se cree que Lacoste habría sido el autor intelectual de un atentado con artefacto explosivo en el domicilio de Juan Ernesto Alemann mientras se disputaba el Mundial de fútbol de 1978) y el empresario eran frecuentes por la supuesta falta de transparencia en el manejo de fondos.
La Cámara Federal de Buenos Aires consideró que Carlos Alberto Lacoste nunca suministró explicaciones suficientes y satisfactorias sobre cómo su patrimonio económico haya podido incrementar en un total de 443% entre los años 1977 y 1979, tal como denunció la fiscalía nacional en 1984. Fue además procesado por administración fraudulenta como funcionario público.

## Propaganda antiargentina
Lacoste lideró la acción de propaganda estatal que desplegó el gobierno militar durante el Mundial Argentina 1978, que ganó el país en medio de una salvaje política de represión. La campaña antiargentina fue una estrategia publicitaria que la dictadura cívico-militar que llevó a cabo antes y durante la celebración del Mundial de fútbol de 1978 como respuesta a las denuncias por las sistemáticas y masivas violaciones a los Derechos Humanos, diciendo que no había violaciones a los derechos humanos, que en el país existía total libertad, y que los desaparecidos sería invento de exiliados antiargentinos. Para montar la misma se utilizaron a  los medios de comunicación masivos (la revista Para ti, por ejemplo, repartió entre sus lectores postales destinadas a ser enviadas al extranjero, bajo el lema «Argentina toda la verdad»),  una significativa inversión de dinero público que se utilizó para sufragar material publicitario. En particular[cita requerida] la campaña propagandista del gobierno de facto contó con el apoyo de los diarios Clarín, La Nación, La Prensa y las revistas de la Editorial Atlántida.